# Anuretes justinei
Anuretes justinei is een eenoogkreeftjessoort uit de familie van de Caligidae. De wetenschappelijke naam van de soort is voor het eerst geldig gepubliceerd in 2008 door Venmathi Maran, Ohtsuka & Boxshall.